# Inèrcia tèrmica
La inèrcia tèrmica és la propietat que indica la quantitat de calor que pot conservar un cos i la velocitat amb què la cedeix o absorbeix de l'entorn. Depèn de la massa, de la calor específica dels seus materials i del coeficient de conductivitat tèrmica d'aquests.
Aquesta propietat s'utilitza a la construcció per conservar la temperatura de l'interior dels locals habitables més estable al llarg del dia, mitjançant murs de gran massa. Durant el dia s'escalfen, i de nit, més freda, van cedint la calor a l'ambient del local. A l'estiu, durant el dia, absorbeixen la calor de l'aire de ventilació i de nit es tornen a refredar amb una ventilació adequada, per a preparar-los per a l'endemà. Un ús adequat d'aquesta propietat pot evitar l'ús d'artificials sistemes de climatització interior.
Des del punt de vista de la reacció del material, la inèrcia tèrmica és la resistència que ofereix l'element a ser escalfat. Major inèrcia tèrmica equival a major resistència a l'augment de la temperatura, ja que aconsegueix repartir millor la calor per tot ell, havent d'escalfar més matèria de l'element i no concentrar-se només a la zona de contacte amb el flux tèrmic. El risc de combustió de l'element serà menor mentre major sigui la seva inèrcia tèrmica.